# 莫渝
莫渝（1948年—），本名林良雅，筆名白沙堤、林彥等，是一位出生於臺灣竹南的臺灣本土派詩人。
受其影響之作家包含新生代詩人江子魂等人。

## 生平概略
莫渝畢業於臺灣省立臺中師範專科學校及淡江大學。
他曾寫作《無語的春天》、《長城》、《土地的戀歌》、《浮雲集》、《第一道曙光》、《革命軍》、《走入春雨》、《春天e5百合》、《光之穹頂》等詩集及散文集《猶里西斯手記》等，還有評論集《波光瀲灩──20世紀法國文學》、《台灣詩人群像》、《台灣詩人側顏》等，也曾翻譯法國詩選、《惡之華》、《比利提斯之歌》等作品，參與編選詩文集《詩人愛情社會學》(2011年)、《笠玫瑰園──笠女詩人選集》(2012年)、《2013年台灣現代詩選集》。
現在國立聯合大學兼任教職工作。

## 獲獎
- 全國優秀青年詩人獎
- 中華民國新詩學會新詩創作獎
- 中華民國教育部新詩創作獎
- 笠詩社詩翻譯獎

## 相關詞條
- 後浪詩社
- 笠詩社
- 台灣筆會
- 中華民國新詩學會
- 中國文藝協會
- 中華民國兒童文學學會
- 台灣省兒童文學協會
- 當代文學史料研究會
- 中國散文詩研究會

## 外部連結
- 台灣作家作品目錄資料庫——莫渝 （页面存档备份，存于）